# The Boy Who Knew Too Much
| Recensione | Giudizio |
| ---------- | -------- |
| AllMusic   |          |

The Boy Who Knew Too Much è il secondo album del cantante Mika, pubblicato il 21 settembre 2009 dalle etichette Universal e Island.
L'album è una ripresa del primo, Life in Cartoon Motion, sebbene la maggioranza dei testi si rifaccia all'adolescenza del cantante, nel periodo compreso dai 16 ai 19 anni.

## Promozione
L'uscita dell'album è stata preceduta da quella del primo singolo il 20 luglio 2009, We Are Golden, brano che in origine doveva dare nome anche all'album. In seguito, in Europa è stato pubblicato Rain, la cui rotazione radiofonica è iniziata il 30 ottobre 2009. Successivamente è uscito anche un altro singolo, Blame It on the Girls.
È stata inoltre pubblicata una riedizione del disco il 27 luglio 2010 contenente otto nuovi brani, tra cui una cover del noto brano Poker Face di Lady Gaga e il singolo Kick Ass (We Are Young) con RedOne.

## Tracce
1. We Are Golden – 3:57 (Mika)
2. Blame It on the Girls – 3:34 (Mika)
3. Rain – 3:43 (Mika, Jodi Marr)
4. Dr. John – 3:44 (Mika)
5. I See You – 4:16 (Mika, Walter Afanasieff)
6. Blue Eyes – 2:50 (Mika)
7. Good Gone Girl – 3:01 (Mika, Jodi Marr)
8. Touches You – 3:18 (Mika)
9. By the Time – 3:21 (Mika, Imogen Heap)
10. One Foot Boy – 2:58 (Mika, Rob Davis)
11. Toy Boy – 2:54 (Mika, Jodi Marr)
12. Pick Up Off the Floor – 3:19 (Mika)

### Riedizione (bonus disc)
1. Kick Ass (We Are Young) – 3:11 (Mika, Jodi Marr, RedOne)
2. Rain (Acoustic) – 3:04 (Mika)
3. Poker Face (Radio 1 Live Lounge 2009) – 3:07 (Lady Gaga, RedOne)
4. Lover Boy – 3:13 (Mika)
5. Lonely Alcoholic – 3:04 (Mika)
6. Lady Jane – 3:18 (Mika)
7. Satellite – 4:13 (Dave Matthews)
8. Ring Ring – 2:48 (Mika, Jodi Marr)

## Formazione
- Mika - voce, cori, tastiera
- Greg Wells - tastiera, programmazione, percussioni, chitarra, basso, batteria
- Tim Pierce - chitarra
- Dan Rotchild - basso, cori
- Stuart Price - programmazione
- Fabien Waltmann - tastiera
- Martin Waugh - chitarra, cori
- Imogen Heap - tastiera, programmazione, cori, batteria
- Matt Chamberlain - batteria, percussioni
- Walter Afanasieff - tastiera, programmazione, percussioni
- Cherisse Osei - batteria
- Owen Pallett - violino
- Ida Falk, Chris Nicolaides, Alex Millar, Lorna Bridge, Andrew Dermanis, Paloma Penniman - cori

## Classifiche
| Paese             | Posizione raggiunta |
| ----------------- | ------------------- |
| Francia           | 1                   |
| Svizzera          | 2                   |
| Belgio (Fiandre)  | 3                   |
| Belgio (Vallonia) | 3                   |
| Regno Unito       | 4                   |
| Paesi Bassi       | 5                   |
| Germania          | 6                   |
| Spagna            | 7                   |
| Austria           | 9                   |
| Australia         | 10                  |
| Italia            | 10                  |
| Svezia            | 14                  |
| Irlanda           | 14                  |
| Portogallo        | 17                  |
| Stati Uniti       | 19                  |
| Danimarca         | 24                  |
| Messico           | 29                  |
| Norvegia          | 29                  |
| Nuova Zelanda     | 30                  |
| Grecia            | 45                  |